# Циголе (Бреша)
Циголе је насеље у Италији у округу Бреша, региону Ломбардија.
Према процени из 2011. у насељу је живело 71 становника. Насеље се налази на надморској висини од 612 м.